# 壯德
壯德（？—？），字敬之，號峻菴，滿洲正黃旗人，清朝政治人物。

## 生平
壯德為雍正二年（1724年）甲辰科殿試進士开泰 (乌雅氏)之兄。乾隆元年（1736年）丙辰科殿試第二甲進士。选翰林院庶吉士，散館改任兵部主事，其後官任廣西左江道。